# 风笛

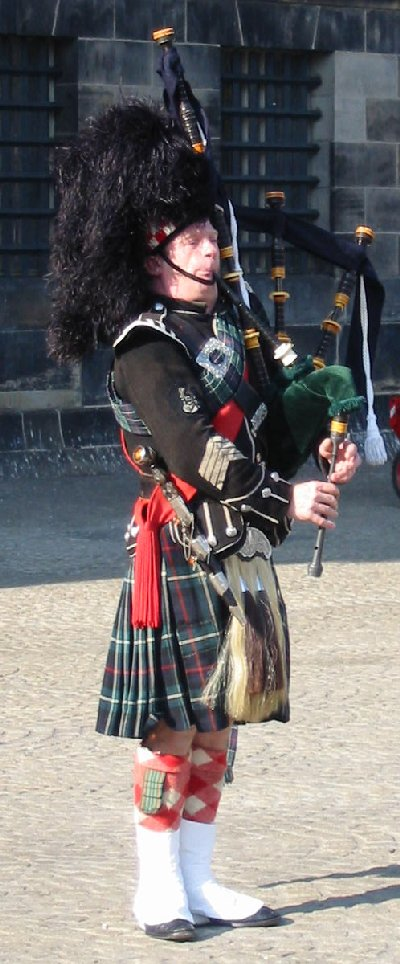
一位苏格兰演奏者吹奏高地大风笛

风笛（Bagpipes）是乐器的一种，属使用簧片的气鸣乐器。风笛在凱爾特地區非常流行，是凱爾特传统文化的一部分。另外，北非、中歐、巴爾幹地區、高加索山脈、甚至愛沙尼亞都有風笛。

## 構造
风笛在结构上一般包括吹管（Blowpipe），风袋（Pipe Bag），旋律管（Chanter）和和管（Drone）。风笛的风袋是用犬、牛、羊等动物之肺或者其他材料制作成的类似于气囊的紧闭装置。吹奏者对风袋提供空气的方式是对着吹管吹气。风袋起到存储气体的作用，这样吹奏者呼吸时亦可维持一段时间的音质。 音管拥有开放式端口，所以在吹奏时音乐是不會停下来的，这意味着大多数的风笛在吹奏过程中声音始终是连贯的。一小部分的风笛有封闭端口，如果吹奏者按住所有的管孔，声音就会停止。风笛的单音管成圆筒状，大多只有一个簧片而已，不过双簧的单音管也是存在的。 单音管传统上以木材制作，常常是当地的硬木。但是如今也可以是热带硬木，比如蔷薇木（rosewood），黑檀木（ebony）或非洲黑檀（African Blackwood）。

## 历史

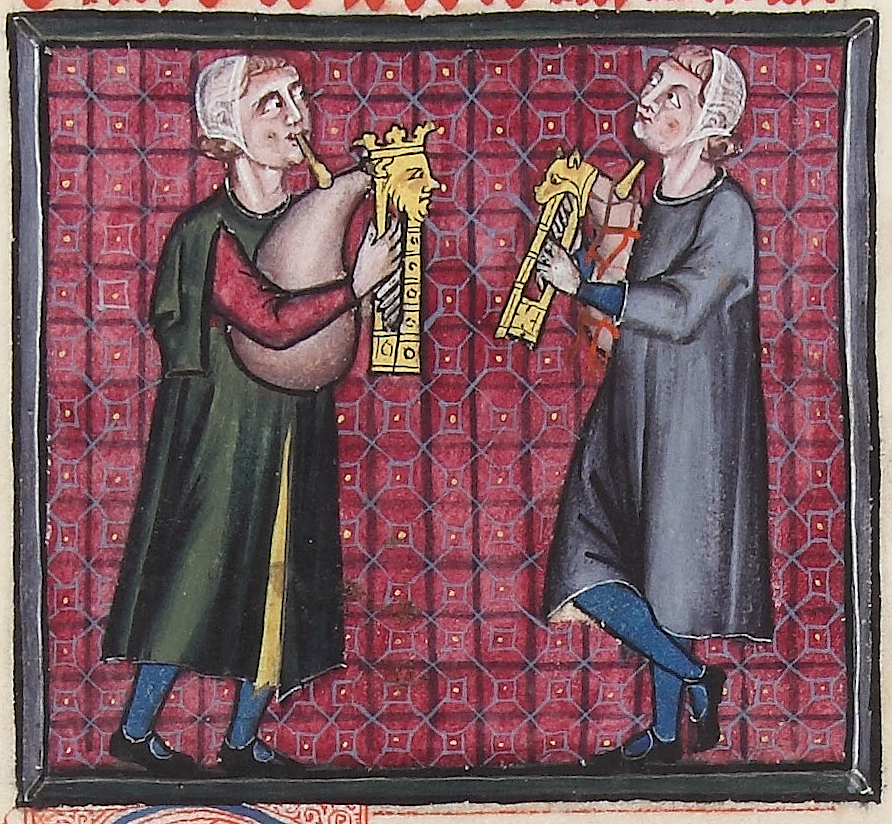
《圣母玛丽亚歌曲集》中演奏風笛的人

虽然关于风笛的早期历史依然不明确，不过它最初可能起源于中东或中亚。风笛的最早的世俗记录大约是在公元前400年，雅典诗人阿里斯托芬嘲笑说底比斯（雅典的敌人）的笛手用狗皮制成風袋、由骨头制成音管的风笛吹奏。几百年以后，罗马皇帝尼禄说他会在公共场所演奏风笛作为对无法赢得诗歌比赛的自惩。   
黑暗时代没有给我们留下有关风笛及其社会地位的任何东西。在12世纪之前，仅仅一些皮克特和爱尔兰的石雕记录风笛在这段时期的持续存在。
至于风笛传到不列颠群岛的时间仍然有争议。在英格兰开掘出罗马时代风笛吹奏者的小雕像意示着由罗马人传入的可能性。12世纪时的十字军东征扩展了欧洲的视野，欧洲的艺术和文化开始繁盛。风笛也不例外，许多欧洲独有的风笛在这段时期前后开始发展。18世纪以前的风笛真实样本非常稀罕。然而大量的绘画，雕刻，板刻和手稿得以保存下来。它们清楚地显示出各式风笛之间的差别非常大。 
在苏格兰高地，风笛从16世纪开始取代原本自罗马时代占据主导的竖琴。当大英帝国兴起时，在英国军队的高地团的带领下，大高地風笛成为全世界最知名的风笛。为20世纪里两次世界大战训练的大量风笛吹奏者使高地大风笛的人气迅速提升，与许多传统形式的风笛在欧洲逐渐被冷落相呼应。

## 现代
许多样式的风笛在欧洲、中东及前大英帝国领土广泛流传。风笛这个名字几乎成了风笛中最有名的高地大风笛的代名词，遮盖了其他类别风笛的光芒。其他类别的风笛在经历过去几个世纪的没落后又显现出复苏的迹象。任何关于风笛演奏者数目的估计都只是猜测而已，但是高地大风笛却有上百个在全世界风笛乐队协会注册的风笛乐队，这些风笛乐队大都拥有十到十二名乐手。对全世界高地大风笛演奏者的数目估计基本上是在一万到五万人之间。相比之下，其他种类风笛演奏者的数目就少了很多。    
风笛传统上只是为了舞蹈提供伴奏。由于在大多数国家传统舞蹈逐渐减少，风笛作为伴奏工具这一目的已经消退，许多种类的风笛转向以表演为主。在英语世界里，风笛常常在军事葬礼和重大仪式上吹奏。
由於英國於十九世紀在全球擴充領地，蘇格蘭的高地風笛作為英軍樂團的樂器，隨著英國勢力的擴張，高地風笛也被帶到世界各地的英國屬土及殖民地。現在不少前英國領地，如加拿大及澳洲的軍樂團仍可見風笛的吹奏。香港因為曾經是英國殖民地，蘇格蘭的高地風笛因而成為香港官方儀仗隊的主要樂器。即使香港特區成立後，香港警察樂隊仍會在重要的官方儀式及訪問交流活動吹奏風笛。

## 圖庫

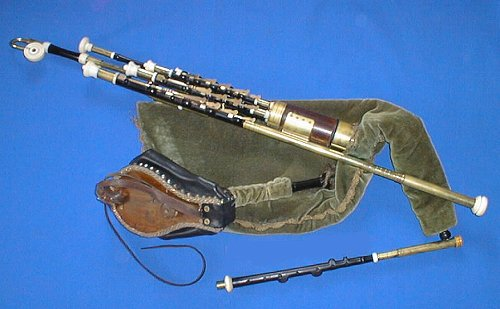
愛爾蘭風笛
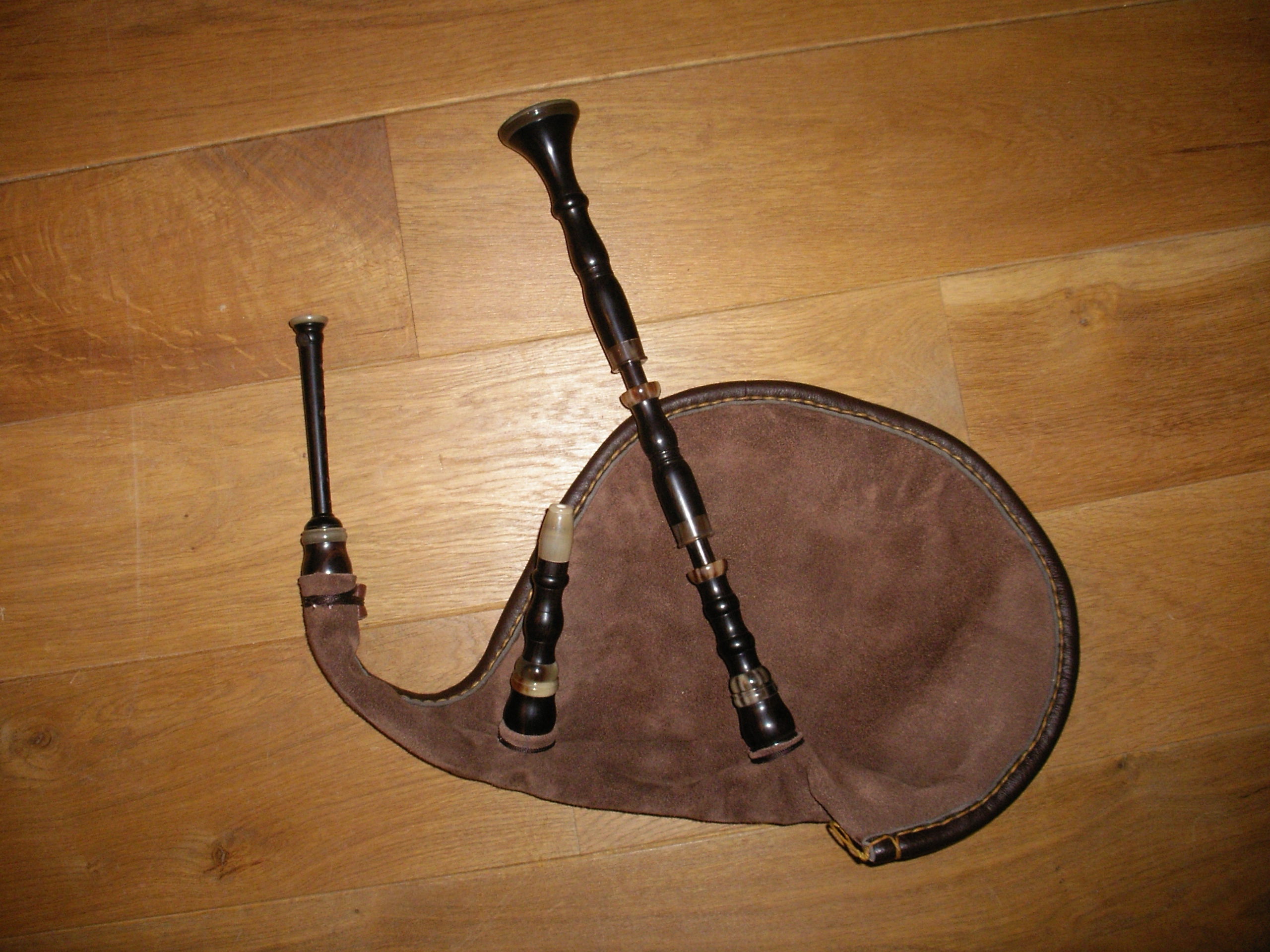
布列塔尼風笛
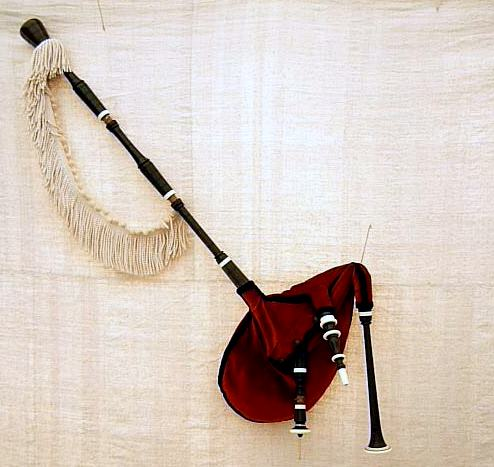
加利西亞風笛

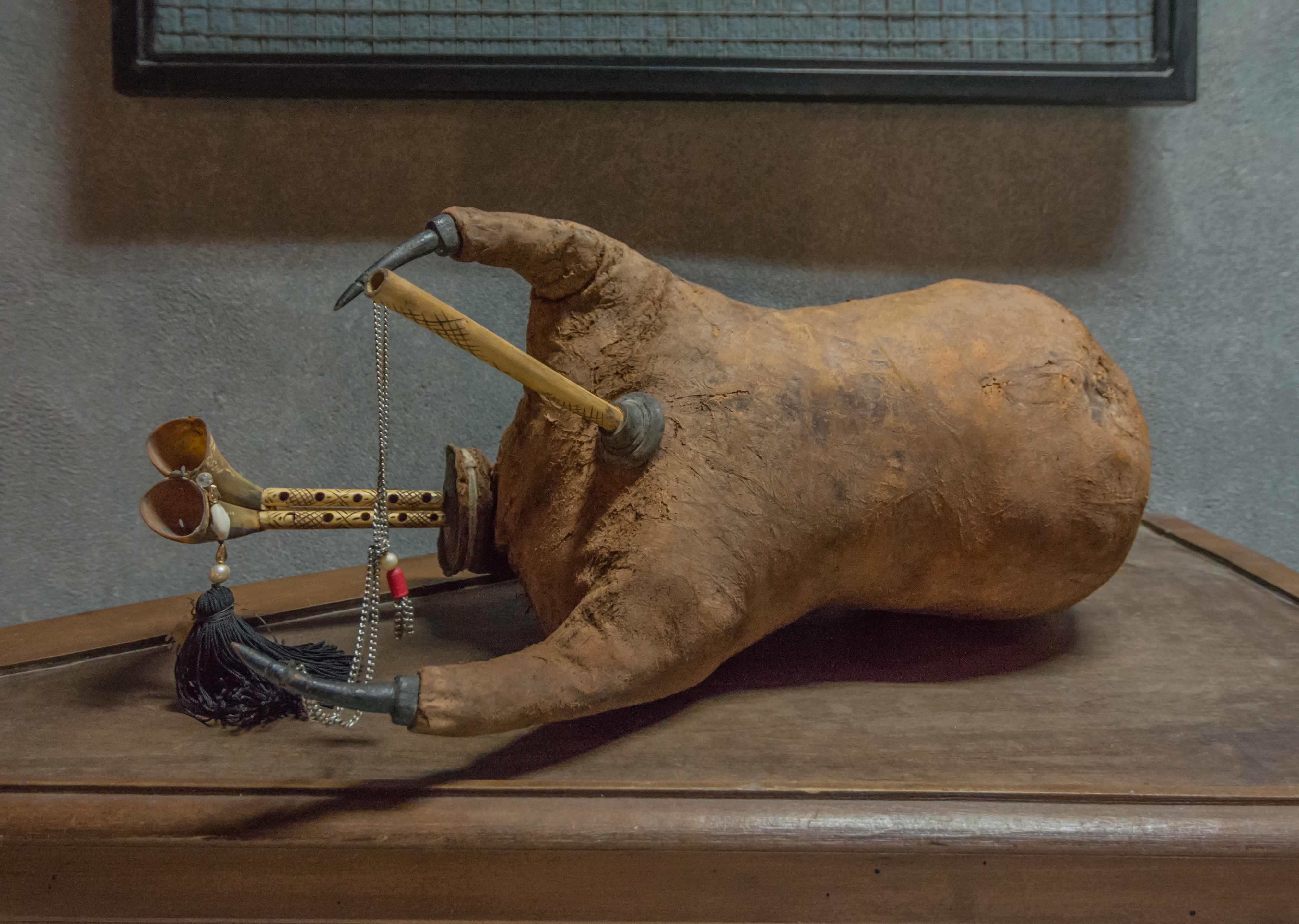
北非風笛
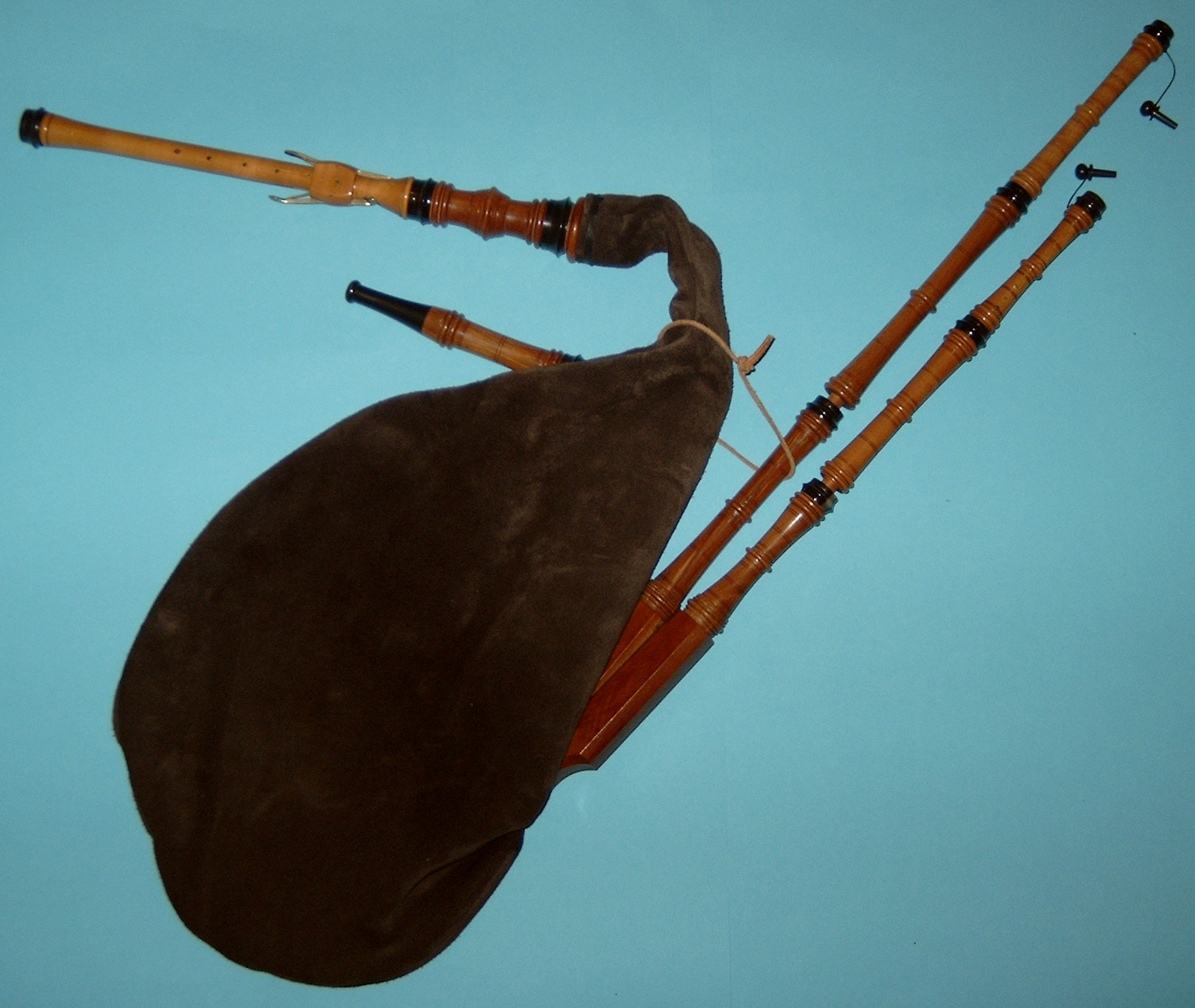
德意志風笛
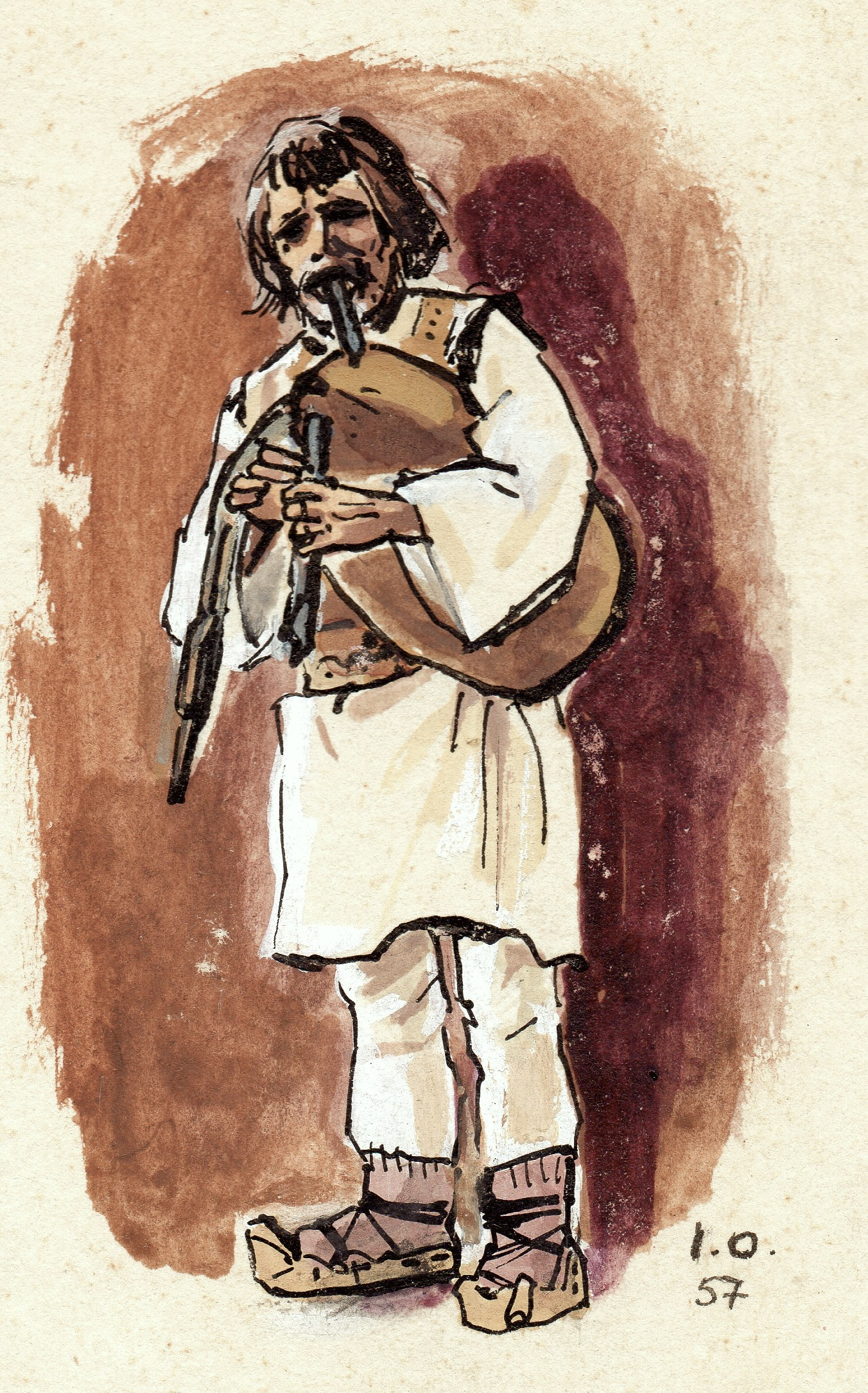
羅馬尼亞風笛
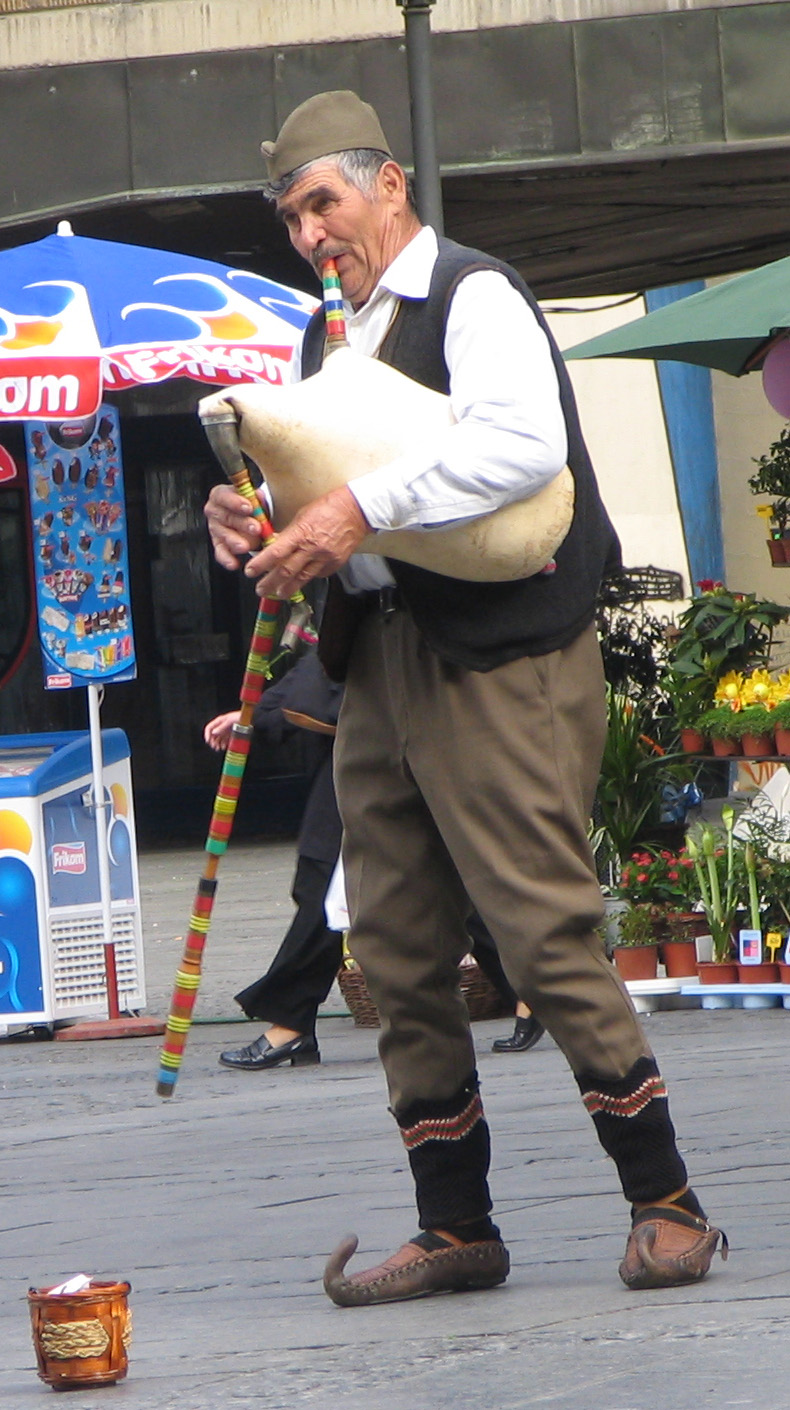
巴爾幹風笛
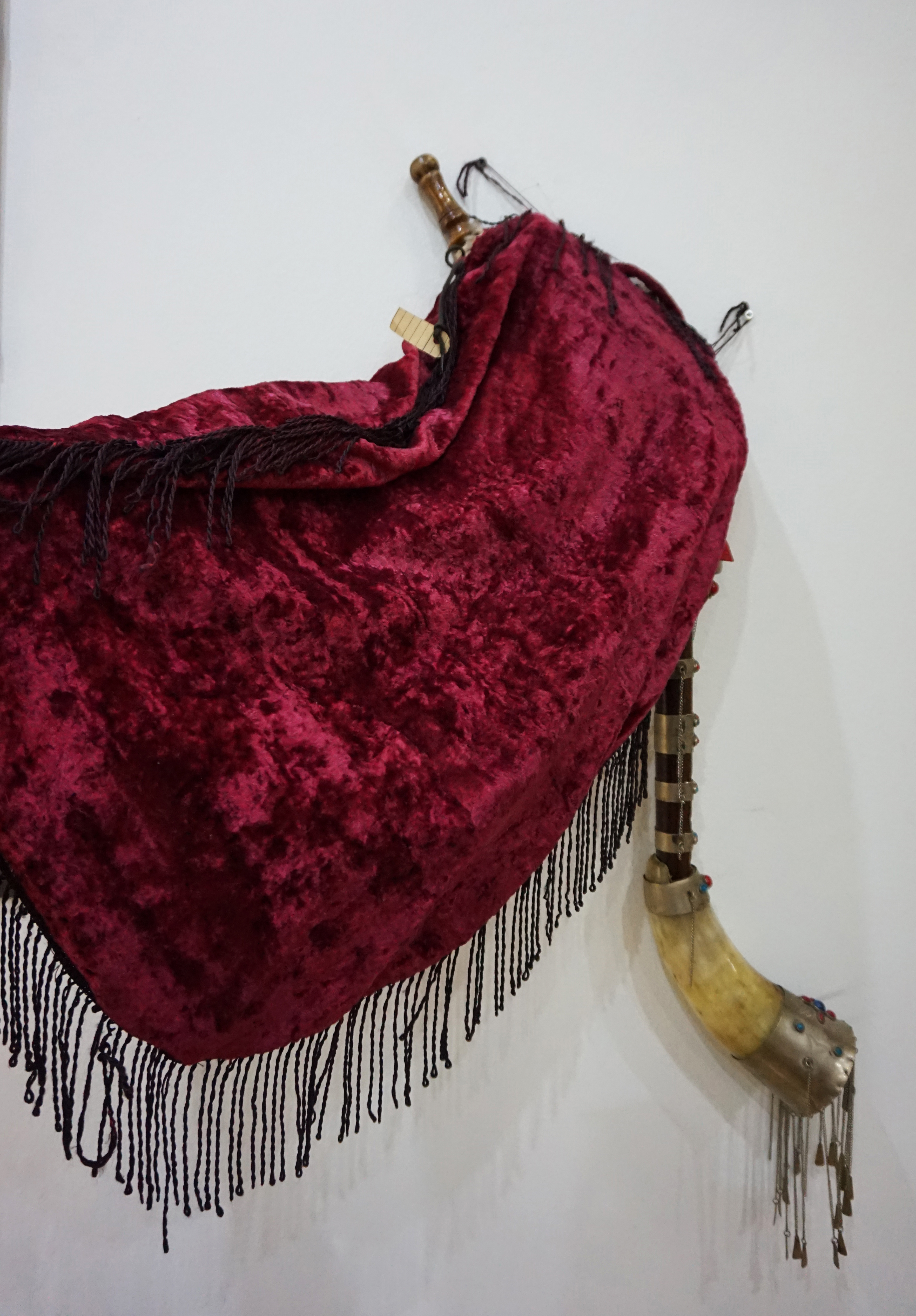
格魯吉亞風笛
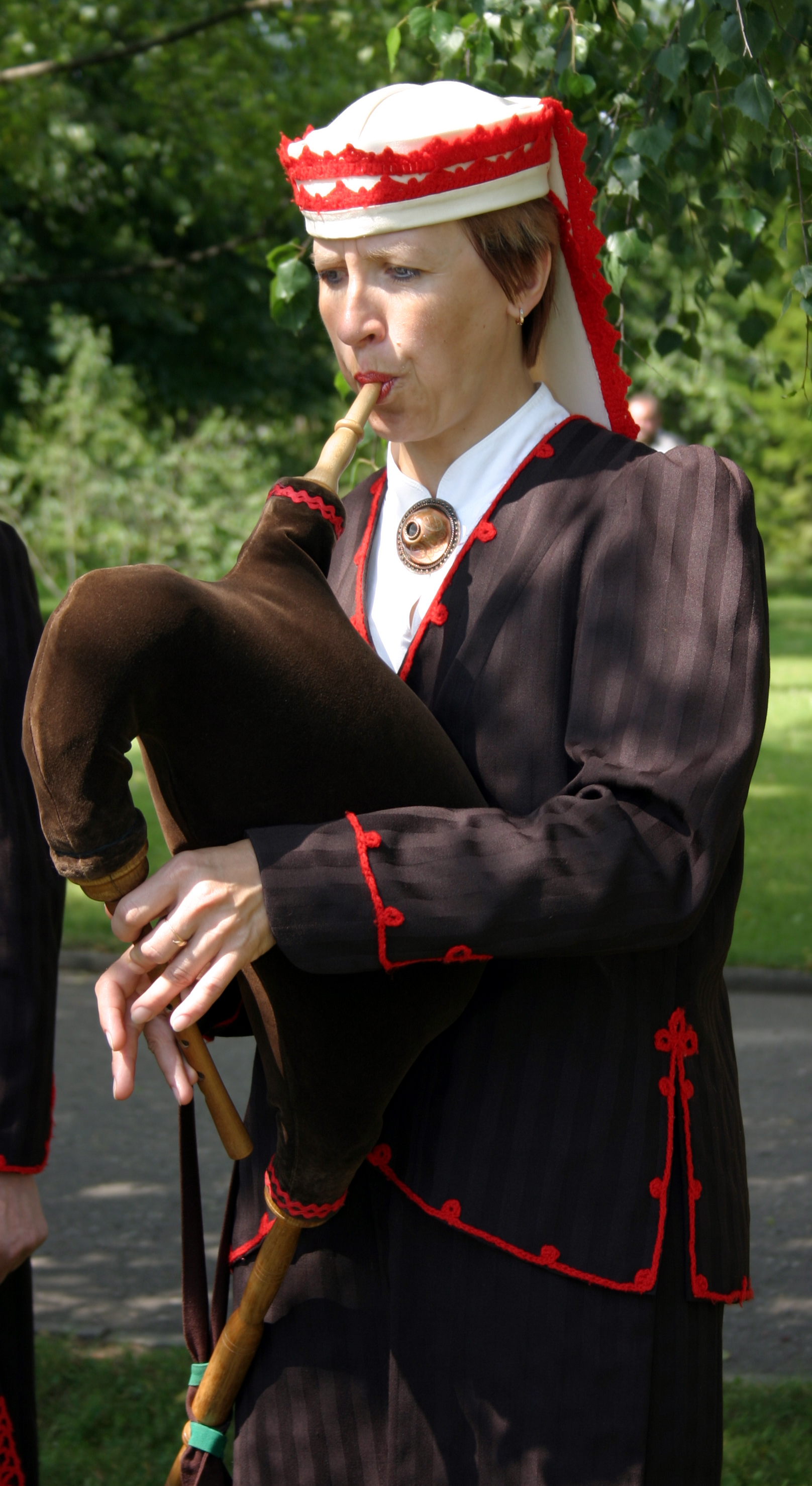
愛沙尼亞風笛